# Side (Laconia)
Side (en griego, Σίδη) es el nombre de una antigua ciudad griega de Laconia.
Pausanias recoge la tradición que su nombre era debido a una hija de Dánao llamada Side. Fue una de las tres ciudades, junto con Étide y Afrodisiada, que fueron unidas en sinecismo por uno de los Heráclidas llamado Beo, que se consideraba el fundador epónimo de Bea.
Es mencionada también en el Periplo de Pseudo-Escílax, donde se dice que era una ciudad de Laconia que se encontraba tras pasar el cabo Malea y que disponía de un puerto.
Se ha sugerido que podría haber estado situada en la actual Velanidia o en el lugar donde se encuentra la iglesia de Agios Georgios próxima a Velanidia.